# Rhodostrophia vastaria
Rhodostrophia vastaria là một loài bướm đêm trong họ Geometridae.